# Thomas Emmanuel Woodward
John William Douglas (ur. 8 czerwca 1918 w Auckland, zm. 22 listopada 1985 w Brisbane) – nowozelandzki entomolog, specjalizujący się w hemipterologii.
Doktoryzował się w Imperial College London pod kierunkiem entomologa Owaina Westmacotta Richardsa. Przez krótki czas pracował w Nowej Zelandii. Zatrudniony później został jako profesor na Wydziale Entomologii University of Queensland w Brisbane. W mieście tym zmarł w 1985 roku.
Jest autorem 64 publikacji naukowych, dotyczących głównie pluskwiaków różnoskrzydłych. Specjalizował się w zwińcowatych krainy australijskiej, ale pisał też o innych rodzinach, w tym o brudźcowatych, tarczówkowatych, tasznikowatych, ziemikowatych i wtykowatych. Opisał liczne nowe dla nauki gatunki i rodzaje.